# Jainosaurus
Jainosaurus is een geslacht van plantenetende sauropode dinosauriërs, behorend tot de groep van de Titanosauria, dat in het late Krijt leefde in het gebied van het huidige India. De enige bekende soort is Jainosaurus septentrionalis.

## Vondst en naamgeving
In 1933 benoemden Friedrich von Huene en Charles Alfred Matley tijdens een gezamenlijk verblijf in Londen een in 1917 door Matley gevonden stuk schedel als een soort van Antarctosaurus, Antarctosaurus septentrionalis. De soortaanduiding betekent "noordelijk" in het Latijn en is een verwijzing naar het feit dat het fossiel een stuk noordelijker opgegraven is dan de uit Argentinië afkomstige Antarctosaurus wichmannianus.
Het lectotype, GSI IM K27/497, is aangetroffen bij Jabalpur in een laag van de Lametaformatie die stamt uit het Maastrichtien. Het bestaat uit een hersenpan van een jong dier. Von Huene en Matley wezen ook een tongbeen, een squamosum en verschillende andere skeletdelen aan de soort toe.
In 1982 publiceerde de Indiase paleontoloog Sohan Lal Jain een studie naar de hersenstructuur; Matley had al een afgietsel laten maken van de binnenkant van de hersenpan. In 1995 benoemde Adrian Paul Hunt een apart geslacht: Jainosaurus. De geslachtsnaam eert Jain. Ironisch genoeg meent Jain zelf dat het geen apart geslacht of soort betreft maar een exemplaar van Titanosaurus indicus die ook uit de formatie bekend is.
De fragmenten van de delen achter de schedel zijn op dezelfde locatie gevonden, behoren wellicht aan een enkel zelfde individu, maar zijn pas begin eenentwintigste eeuw in de collecties van de Geological Survey of India te Calcutta herontdekt. Het gaat om: ribfragmenten (GSI K20/326, K27/425); een staartwervel (GSI K20/317), vier onderste staartwerveluitsteeksels ofwel chevrons (GSI K27/492–494, 496), het linker- en rechterschouderblad (alleen een afgietsel bestaat nog); een stuk borstbeen (GSI K20/647); een opperarmbeen (geen inventarisnummer), een spaakbeen (GSI K27/490) en een ellepijp (GSI K27/491). Ze zijn in 2009 beschreven door Jeffrey Wilson die ook het lectotype koos. In 1996 had Sankar Chatterjee er nog een tweede hersenpan aan toegewezen, ISI R162. Ook van verschillende Pakistaanse fragmentarische vondsten wordt vermoed dat ze van Jainosaurus zijn.

## Beschrijving
De hersenpan is 168 millimeter lang. Het opperarmbeen heeft een lengte van 134 centimeter. De lichaamslengte is hieruit geschat op achttien meter.
Jainosaurus deelt de meeste eigenschappen met de Titanosauria maar heeft enkele unieke kenmerken waardoor het taxon van verwante vormen te onderscheiden valt. In de hersenpan draagt het prooticum een opvallende spoor die tot aan de processus basipterygoideus reikt. De deltopectorale kam op het opperarmbeen is meer naar het midden van de schacht geplaatst en maakt er een rechte hoek mee; de groeve ernaast is omringd door vrij dun bot. De gewrichtsknobbel aan de onderzijde van het opperarmbeen die contact maakt met het spaakbeen is naar voren toe verbreed.

## Fylogenie
Von Huene wees A. septentrionalis toe aan de Titanosauridae. Volgens Wilson gaat het in ieder geval om een vrij afgeleid lid van de Titanosauria. Er zou geen bijzonder nauwe verwantschap zijn met de Indiase vorm Isisaurus maar juist met Zuid-Amerikaanse soorten als Pitekunsaurus, Muyelensaurus en Antarctosaurus. Met de Malagassische vorm Rapetosaurus zou ook geen speciale connectie zijn maar misschien wel met een nog onbenoemde nieuwe vondst van dat eiland.